# Cultura Saqqaq

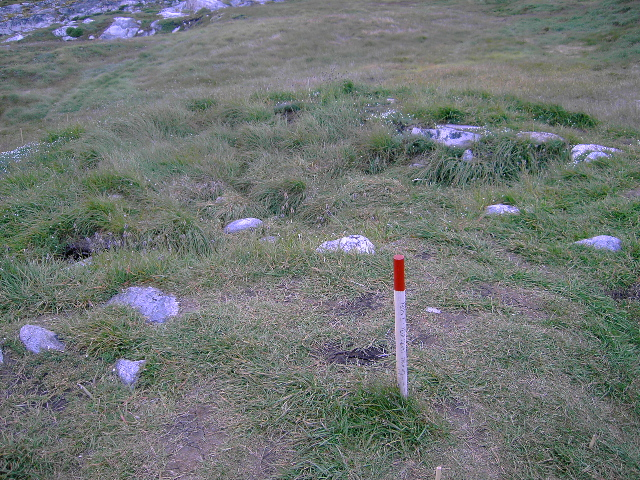
Resti archeologici di Cultura Saqqaq a Sermermiut, baia di Disko

La civiltà Saqqaq (così chiamata dal luogo di molti ritrovamenti archeologici, Saqqaq) è una civiltà che visse dal 2500 all'800 a.C. circa, nella parte meridionale della Groenlandia. Questa civiltà coesistette con la civiltà Indipendenza I della Groenlandia settentrionale (che si sviluppò intorno al 2400 a.C. e durò fino al 1300 a.C. circa). La sua principali caratteristica è l'uso di microliti (piccoli oggetti di pietra). La società era egualitaria e basata su legami familiari. L'economia era basata sulla caccia e sulla raccolta, e i cani erano stati addomesticati. A seguito della misteriosa scomparsa di questa civiltà emersero quella chiamata Indipendenza II nella Groenlandia settentrionale e la cultura Dorset della Groenlandia occidentale. La civiltà, che era giunta in Groenlandia dal Canada, scomparve misteriosamente quando il clima divenne più freddo.